# Катя Сальсков-Іверсен
Катя Сальсков-Іверсен (дан. Katja Salskov-Iversen, нар. 19 серпня 1994) — данська яхтсменка, бронзова призерка Олімпійських ігор 2016 року.

## Виступи на Олімпіадах
| Олімпіада           | Дисципліна | Місце |
| ------------------- | ---------- | ----- |
| Ріо-де-Жанейро 2016 | 49er FX    | 3     |

## Зовнішні посилання
- Катя Сальсков-Іверсен — олімпійська статистика на сайті Sports-Reference.com (англ.) (архівна версія)